# Montmort-Lucy
Montmort-Lucy é uma comuna francesa na região administrativa de Grande Leste, no departamento de Marne. Estende-se por uma área de 29,17 km². Em 2010 a comuna tinha 621 habitantes (densidade: 21,3 hab./km²).